# MLS Cup 2004

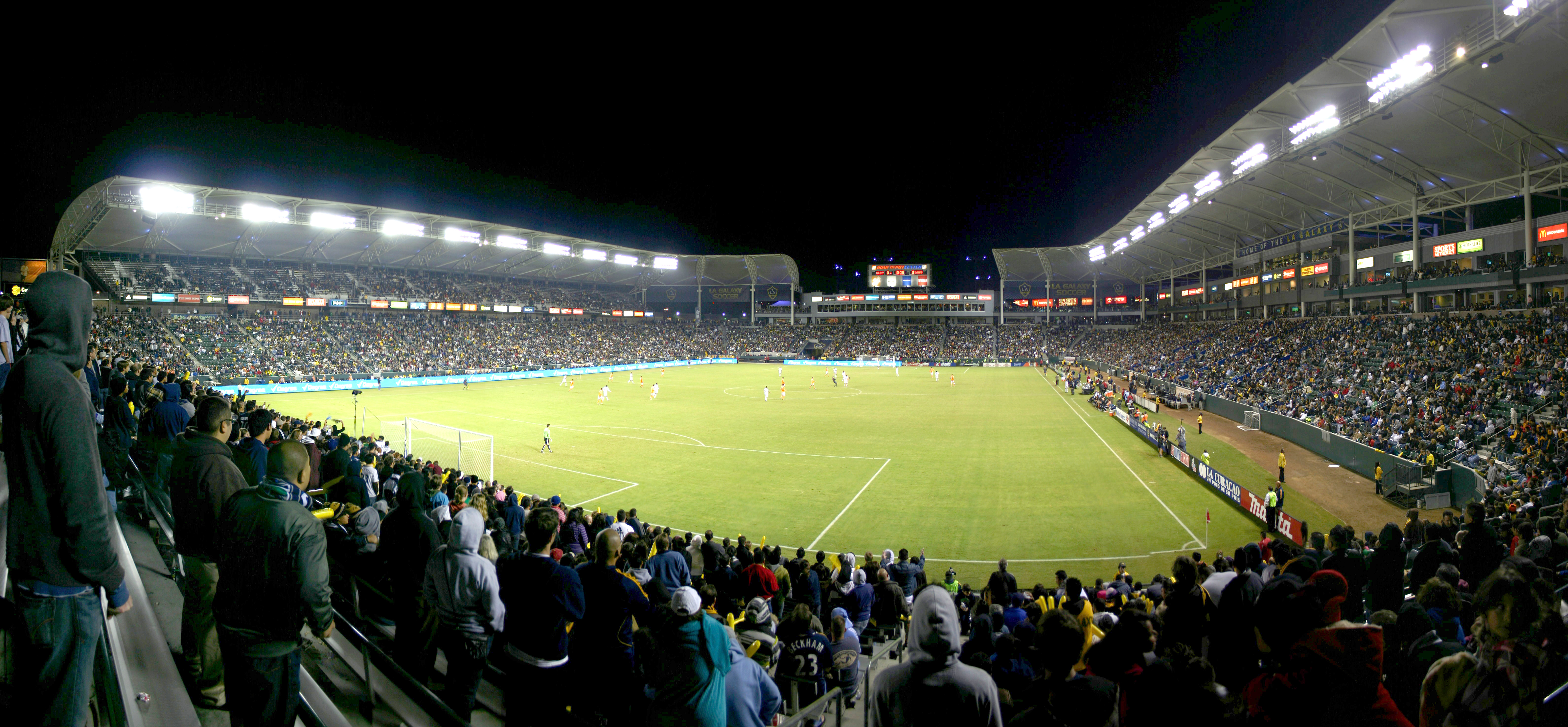
The Home Depot Center, sede de la final.

La MLS Cup 2004 fue la novena final de la MLS Cup  de la Major League Soccer de los Estados Unidos. Se jugó el 14 de noviembre en el The Home Depot Center en Carson, California.
D.C. United se coronó campeón tras derrotar a los Kansas City Wizards por 3 a 2 y obteniendo su cuarta MLS Cup. Tras el resultado del partido, D.C. United y Kansas City Wizards clasificaron directamente a la Copa de Campeones de la Concacaf 2005.

## Llave
| D.C. United 3 | Kansas City Wizards 2 |

## El Partido
| 18 | POR | Nick Rimando       |     |
| 26 | DEF | Bryan Namoff       |     |
| 7  | DEF | Ryan Nelsen        |     |
| 12 | DEF | Mike Petke         |     |
| 21 | MED | Dema Kovalenko     |     |
| 14 | MED | Ben Olsen          |     |
| 8  | MED | Earnie Stewart     | 82' |
| 16 | MED | Brian Carroll      |     |
| 13 | MED | Christian Gómez    | 59' |
| 99 | DEL | Jaime Moreno       |     |
| 11 | DEL | Alecko Eskandarian | 65' |
| DT | DT  | Piotr Nowak        |     |

| 25 | POR | Bo Oshoniyi       |     |
| 12 | DEF | Jimmy Conrad      |     |
| 3  | DEF | Nick Garcia       |     |
| 23 | DEF | Alex Zotinca      | 82' |
| 6  | DEF | Jose Burciaga Jr. |     |
| 5  | MED | Kerry Zavagnin    |     |
| 7  | MED | Diego Gutiérrez   |     |
| 14 | MED | Jack Jewsbury     | 66' |
| 24 | MED | Khari Stephenson  | 45' |
| 22 | DEL | Davy Arnaud       |     |
| 15 | DEL | Josh Wolff        |     |
| DT | DT  | Bob Gansler       |     |

| 17 | MED | Joshua Gros      | 59' |
| 7  | DEL | Freddy Adu       | 65' |
| 7  | DEF | Brandon Prideaux | 82' |

| 20 | MED | Igor Simutenkov | 45' |
| 19 | DEL | Matt Taylor     | 66' |
| 8  | MED | Diego Walsh     | 82' |

| Anotado | 19' | Alecko Eskandarian  |
| Anotado | 23' | Alecko Eskandarian  |
| Anotado | 26' | Alex Zotinca (a.g.) |

| Anotado | 6'  | Jose Burciaga Jr. |
| Anotado | 58' | Josh Wolff (pen.) |

| Amonestado | 55' | Earnie Stewart |
| Amonestado | 72' | Bryan Namoff   |
| Amonestado | 89' | Ben Olsen      |

| Amonestado | 33' | Diego Gutiérrez |

| Expulsado | 57' | Dema Kovalenko |

|  |

| Árbitro             | Michael Kennedy    |
| Árbitros asistentes | Nate Clement       |
| Árbitros asistentes | Kermit Quisenberry |
| Cuarto árbitro      | Abiodun Okulaja    |

| 18 | POR | Nick Rimando       |     |
| 26 | DEF | Bryan Namoff       |     |
| 7  | DEF | Ryan Nelsen        |     |
| 12 | DEF | Mike Petke         |     |
| 21 | MED | Dema Kovalenko     |     |
| 14 | MED | Ben Olsen          |     |
| 8  | MED | Earnie Stewart     | 82' |
| 16 | MED | Brian Carroll      |     |
| 13 | MED | Christian Gómez    | 59' |
| 99 | DEL | Jaime Moreno       |     |
| 11 | DEL | Alecko Eskandarian | 65' |
| DT | DT  | Piotr Nowak        |     |

| 25 | POR | Bo Oshoniyi       |     |
| 12 | DEF | Jimmy Conrad      |     |
| 3  | DEF | Nick Garcia       |     |
| 23 | DEF | Alex Zotinca      | 82' |
| 6  | DEF | Jose Burciaga Jr. |     |
| 5  | MED | Kerry Zavagnin    |     |
| 7  | MED | Diego Gutiérrez   |     |
| 14 | MED | Jack Jewsbury     | 66' |
| 24 | MED | Khari Stephenson  | 45' |
| 22 | DEL | Davy Arnaud       |     |
| 15 | DEL | Josh Wolff        |     |
| DT | DT  | Bob Gansler       |     |

| 17 | MED | Joshua Gros      | 59' |
| 7  | DEL | Freddy Adu       | 65' |
| 7  | DEF | Brandon Prideaux | 82' |

| 20 | MED | Igor Simutenkov | 45' |
| 19 | DEL | Matt Taylor     | 66' |
| 8  | MED | Diego Walsh     | 82' |

| Anotado | 19' | Alecko Eskandarian  |
| Anotado | 23' | Alecko Eskandarian  |
| Anotado | 26' | Alex Zotinca (a.g.) |

| Anotado | 6'  | Jose Burciaga Jr. |
| Anotado | 58' | Josh Wolff (pen.) |

| Amonestado | 55' | Earnie Stewart |
| Amonestado | 72' | Bryan Namoff   |
| Amonestado | 89' | Ben Olsen      |

| Amonestado | 33' | Diego Gutiérrez |

| Expulsado | 57' | Dema Kovalenko |

|  |

| Árbitro             | Michael Kennedy    |
| Árbitros asistentes | Nate Clement       |
| Árbitros asistentes | Kermit Quisenberry |
| Cuarto árbitro      | Abiodun Okulaja    |

|                                |
|                                |
| Campeón D.C. United 4.° título |